# Helene von Österreich

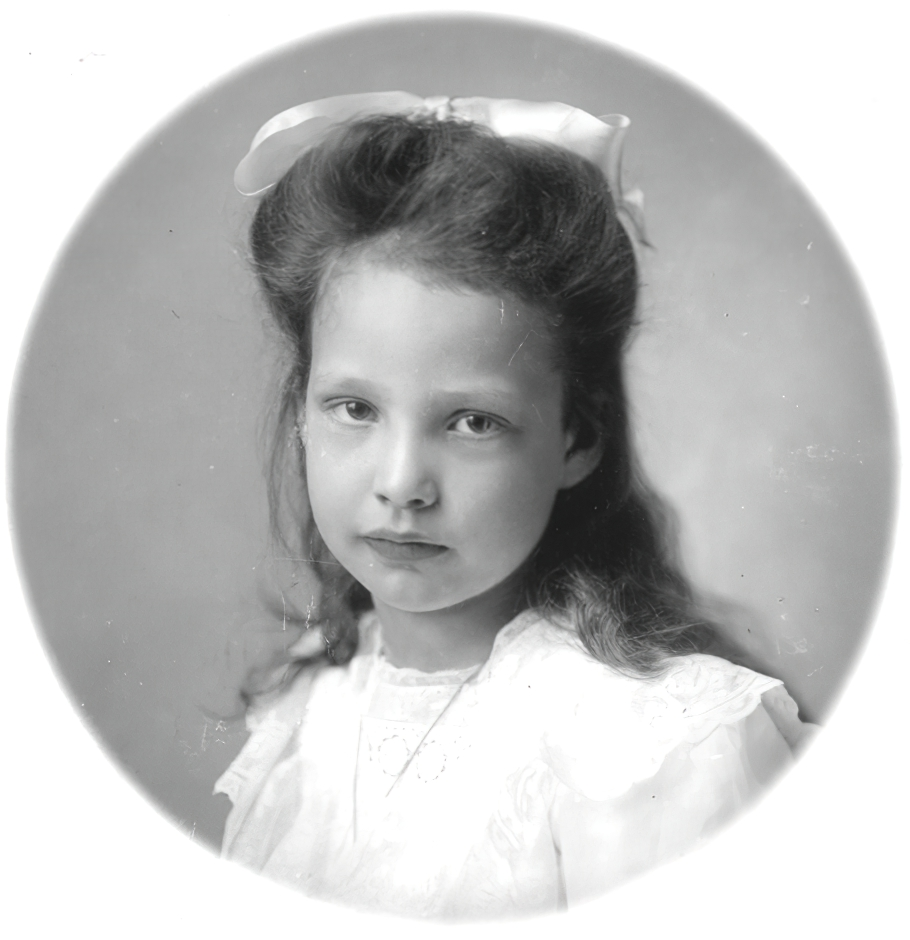
Helene von Österreich als Kind

Helene Herzogin von Württemberg, geborene Erzherzogin von Österreich, vollständiger Name Helene Marie Alice Christine Josefa Anna Margareta Madeleine Walburga Blandina Cäcilie Philomena Carmela Ignatia Rita de Cascia; (* 30. Oktober 1903 in Linz; † 8. September 1924 in Tübingen) war die Tochter von Erzherzog Peter Ferdinand von Österreich-Toskana und Prinzessin Maria Christina von Bourbon-Sizilien.

## Leben
Erzherzogin Helene war das zweite Kind und die älteste Tochter ihrer Eltern. Sie wuchs mit ihren drei Geschwistern in Salzburg und Wien auf. Nach Ende des Ersten Weltkrieges und der Abschaffung der Monarchie im Jahre 1918 zog Helenes Familie in das schweizerische Luzern.
Am 24. Oktober 1923 heiratete sie in Altshausen Philipp Herzog von Württemberg (1893–1975). Er war der Sohn von Albrecht von Württemberg und seiner Frau, der Erzherzogin Margarete Sophie von Österreich.
Sie starb nur ein Jahr später an den Folgen der Geburt ihres einzigen Kindes Marie Christine, späterer Prinzessin von Liechtenstein. Sie wurde 20 Jahre alt. Ihren Mann traf der Verlust tief, er heiratete 1928 ihre jüngere Schwester Rosa.

## Nachkommen
- Marie Christine Herzogin von Württemberg (* 2. September 1924 in Tübingen)[3], heiratete am 23. September 1948 Prinz Georg Hartmann von und zu Liechtenstein (* 11. November 1911; † 18. Januar 1998), Sohn des Fürsten Alois von und zu Liechtenstein.